# حسن حبشي
حسن حبشي محمد محمود (21 مارس 1915م - 17 يوليو 2005م)، مؤلف ومؤرخ ومترجم. لقّب بشيخ المؤرخين العرب.
تجاوزت عدد كتبه الخمسين بين تأليف وتحقيق وترجمة، بعضها ضم عشرة أجزاء. أشرف على أكثر من 80 رسالة جامعية، أتقن عدة لغات مثل الإنجليزية، اللاتينية والفرنسية، يعتبر أهم مؤرخي الحركة الصليبية، عمل في دار الكتب المصرية، وكان عضوا في لجنة التاريخ بالمجلس الأعلى للثقافة، نال العديد من الأوسمة المصرية والعالمية. ومات مريضا بدون أن يشعر به أو معه أحد. كان أستاذ في تاريخ العصور الوسطى في جامعة عين شمس في القاهرة.

## نشأته
ولد في القاهرة في حي السيدة زينب عام 1915، وقد قيل أن والده كان من أصول مغربية. حين أنهى دراسته المدرسية، دخل كلية الأداب قسم تاريخ في جامعة فؤاد الأول وبعدما أخذ الليسانس في التاريخ أخذ الماجستير بإشراف محمد مصطفى زيادة سنة 1946 عن موضوع نور الدين والصليبين. سافر إلى إنجلترا حيث أخذ شهادة الدكتوراه في فلسفة التاريخ من جامعة لندن (1955). عمل منصب «أستاذ كرسي» في التاريخ الإسلامى والوسيط في جامعة عين شمس، وعمل بعدها كملحق ثقافى في السفارة المصرية في باكستان. شارك في مؤتمرات دولية كثيرة وساهم في كتابة الموسوعات التاريخية.

## عمله
بالإضافة لمؤلفاته عن العصور الوسطى والحروب الصليبية والعصر المملوكي. بفضل علمة ونبوغه وتمكنة من لغات كثيرة فترجم العديد من الكتب، كتب المصادر التاريخية المهمة عن فترة الحروب الصليبية مثل كتاب وليام الصوري "تاريخ الأعمال الذي تمت وراء البحار" (ترجمه بعنوان "الحروب الصليبية" والجستا" (تاريخ الفرنجة وحجاج بيت المقدس) وحوليات جوانفيل عن الحملة الصليبية السابعة التي قادها لويس التاسع ضد مصر، ومذكرات المبعوث الفرنسي "فلهاردوان" عن الحملة الصليبية الرابعة، ومذكرات روبرت كلارى، وكتاب أليكسيادا الذي كتبته المؤرخة البيزنطية الأميرة انا كومنينا. الدكتور حبشى أثار العديد من التحقيقات لكتب مؤرخين العصور الوسطى.

### مؤلفاته
- نور الدين والصليبيين
- قرون الهجرة
- الشرق العربي بين شقي الرحي
- زنجبار
- سرايا الرسول

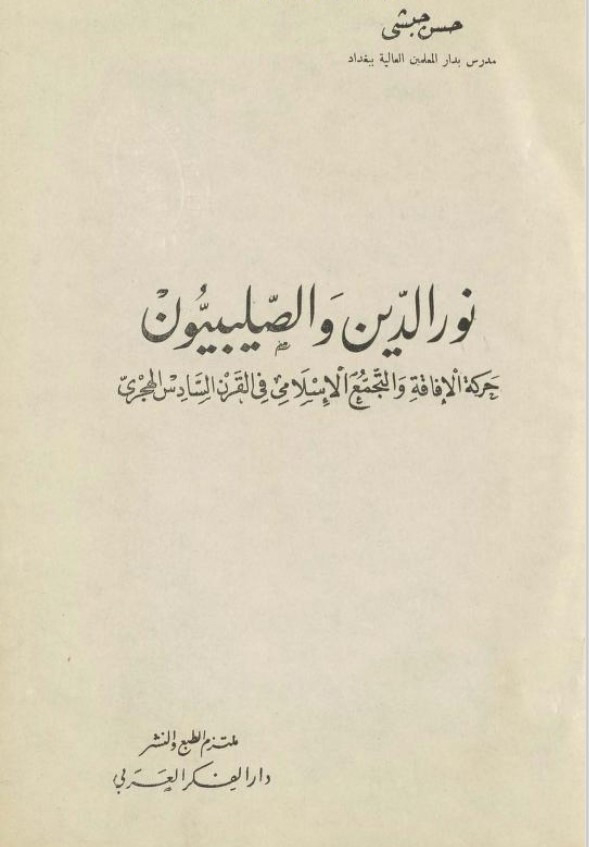
غِلاف كتاب نور الدين والصليبيون.

- تطور الجريمة وأساليب التعذيب في التاريخ

### كتب ترجمها
- الحروب الصليبية لوليم الصوري
- كتابات تاريخ الامبراطورية العثمانية الاجتماعي والاقتصادي بين عامي 1300 و1914
- أهل الذمة في الإسلام ا.س. ترتون

### كتب حققها
- نزهة النفوس والأبدان في تواريخ الزمان لابن الصيرفي
- إنباء الغمر بأنباء العمر. لأبي الفضل أحمد بن علي بن حجر العسقلاني المتوفى 852هـ.
- إنباء الهصر بأنباء العصر. علي بن داوود الجوهري الصَّيرَفي، ط. 2، القاهرة: الهيئة المصريَّة العامّة للكتاب، 2002.
- مضمار الحقائق وسر الخلائق لابن شاهنشاه.
- حوليات دمشقية لمجهول.
- عنوان الزمان في تراجم الشيوخ والأقران للبقاعي.
- عنوان العنوان للبقاعي.